# BMW Série 5 (E34)
La BMW E34 est la troisième génération de la BMW Série 5. Elle est vendue de février 1988 à 1996, date à laquelle la E39 lui succède. Routière de classe moyenne supérieure dessinée par Claus Luthe et Ercole Spada, elle se place en bonne position sur le marché automobile. Ses lignes marquées, son aérodynamique, avec un coefficient de traînée de 0.30, en font un véhicule confortable et stable. Pour son époque, elle dépasse de loin toutes les normes de sécurité.

## Historique

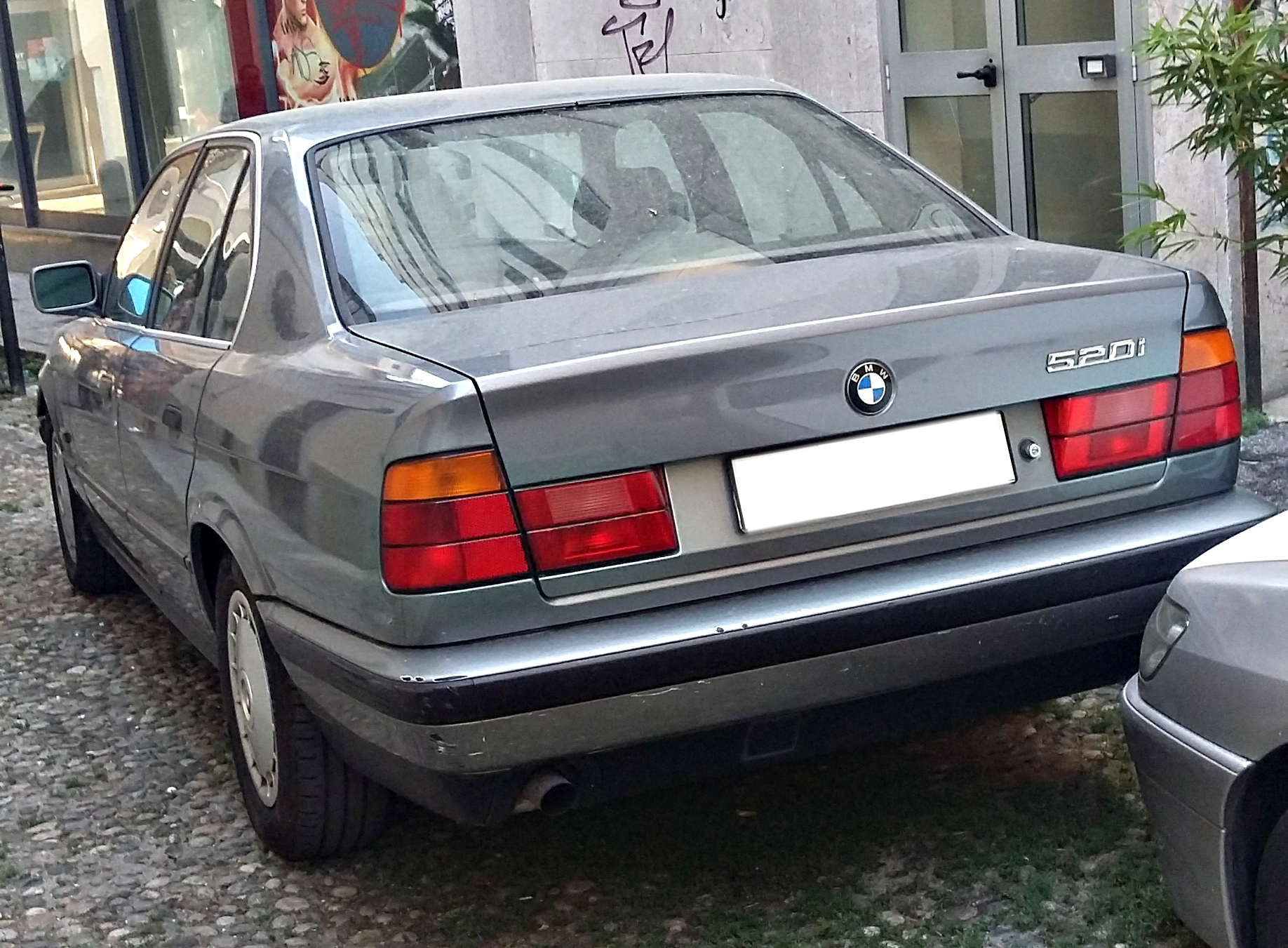
BMW E34 arrière

La production de la série 5 E34 commence à l’usine de Dingolfing (Allemagne – Bavière) en novembre 1987. L’entrée de gamme se compose du nouveau 4 cylindres M40 1,8 litre de 113 ch pour la 518i. Les 6 cylindres M20 en 2 litres 129 ch pour les 520i et 2,5 litres 171 ch pour les 525i. Le gros bloc 6 cylindres en 3 litres de 188ch et 3,5 litres de 211ch constituera le haut de gamme pour la 530i et la 535i. La 524td, seule version diesel, avec son 2,4 litres turbo diesel de 115 ch.
Septembre 1992 voit l’arrivée du Touring, ainsi qu’un nouveau 6 cylindres diesel présenté au 54e Salon de Francfort. L'arrivée de la 525tds berlines haut de gamme turbo-diesel avec ses 143 ch. Le bloc M20 (introduit en 1977) des 520i et 525i est remplacé dès 1990 par un tout nouveau bloc moteur: le M50, équipé de 24 soupapes. Les puissances montent alors à 150 ch pour les 520i et 192 ch pour les 525i. Ce gain de puissance annonce l'arrivée de la 525iX avec ses 4 roues motrices.
En 1994 la série 5 est restylée. La calandre est plus large, à l'intérieur l'airbag est désormais de série, comme bon nombre d'équipements. On note la création d'une entrée de gamme diesel, la 525td.